# Популистская партия (США)
Народная партия (англ. People's Party), также получившая известность в прессе как Популистская партия (англ. Populist Party) — лево-популистская политическая партия в США, существовавшая в конце XIX — начале XX века и несколько раз участвовавшая в президентских выборах США как «третья партия». Представители партии назывались популистами.
Партия ориентировалась на фермеров и наёмных рабочих, а её члены считали, что в США господствует «власть денег», и что реальная власть над принадлежит банкам и крупным корпорациям, контролирующим правительство и экономику. Выступала за левые решения, в том числе укрепление профсоюзов, роспуск трестов и национализацию железных дорог. Партия также использовала громкие лозунги, такие как «огромный заговор» элит «против человечества», что повлияло на становление пренебрежительного значения слова «популизм».

## История
Партия основана 19 мая 1891 года участниками фермерских альянсов и «Ордена рыцарей труда», последователями Генри Джорджа и Эдуарда Беллами и бывшими членами Партии гринбекеров на съезде в Цинциннати. Всего на съезде присутствовали более 1400 делегатов из 33 штатов и территорий. В июле следующего года Национальным конвентом популистов была утверждена программа партии, ориентированная в основном на малое и среднее фермерство. Требования партии включали ведение (наряду с золотым) серебряного валютного стандарта в расчёте на выпуск большого количества «дешёвых» денег для кредитования фермеров и облегчения их долговых выплат; ликвидацию частных банков как организаций, незаконно присвоивших право на эмиссию национальной валюты; снижение действующих налогов и введение прогрессивной шкалы налогообложения; изъятие излишков земли у корпораций и её перераспределение в пользу малоимущих поселенцев; национализацию железных дорог, телеграфа и телефона; прямые выборы сенаторов в Конгресс США; 8-часовой рабочий день.
В 1892 году выдвинула Джеймса Уивера в качестве своего кандидата в президенты и получила голоса выборщиков из 6 штатов — Канзаса, Колорадо, Невады, Айдахо, Орегона и Северной Дакоты, набрав более миллиона голосов, что было наилучшим результатом в истории партии. К 1894 получила 7 мест в Палате представителей, 6 мест в Сенате США и несколько сотен мест в законодательных собраниях южных и западных штатов. В 1896 году поддержала кандидата от Демократической партии США Уильяма Дженнингса Брайана, включившего в свою программу тезис о выпуске «дешёвых» денег, что ослабило самостоятельность популистов и лишило поддержки южных афроамериканцев. К 1910 году Популистская партия прекратила существование.
В Айдахо, Небраске и Орегоне она поддерживала демократических губернаторов, а в Северной Каролине она поддерживала республиканских губернаторов. В партии участвовали афро-американцы и женщины. Выражала интересы фермеров западных штатов.
Неуспех партии объясняют узкой социальной базой, недостаточным вниманием к интересам малого промышленного бизнеса и пролетариата и неспособностью мобилизовать широкие слои протестного электората, хотя ряд её требований всё же был выполнен.

## Участники выборов
| Год  | Номинанты на пост президента | Откуда       | Чем занимался ранее                                                                          | Номинанты на пост вице-президента | Откуда    | Чем занимался ранее            | Голоса                                | Примечания |
| ---- | ---------------------------- | ------------ | -------------------------------------------------------------------------------------------- | --------------------------------- | --------- | ------------------------------ | ------------------------------------- | --- |
| 1892 | Джеймс Бейрд Уивер           | Айова        | Член палаты представителей США от Айовы Номинант на президентский пост от партии Гринбекеров | Джеймс Филд                       | Виргиния  | Прокурор Виргинии (1877—1882)  | 1 026 595 (8,5 %) голосов выборщиков  | Выиграл несколько штатов, из них в Неваде 65 %                                                                              |
| 1896 | Уильям Дженнингс Брайан      | Небраска     | член палаты представителей                                                                   | Томас Уотсон                      | Джорджия  | член палаты представителей     | 222 583 (1,6 %) 27 голосов выборщиков | Популисты номинировали Брайана, как президента, однако номинировали отдельно своего кандидата Уотсона пост вице-президента. |
| 1900 | Уортон Баркер                | Пенсильвания | финансист                                                                                    | Игнатиус Доннелли                 | Миннесота | Лейтенант-губернатор Миннесоты | 50 989 (0,4 %) 0 голосов выборщиков   | [ 4 ] |
| 1904 | Томас Уотсон                 | Джорджия     |                                                                                              | Томас Тиблс                       | Небраска  | журналист                      | 114 070 (0,8 %) 0 голосов выборщиков  | Самый лучший результат в Джорджии − 17,3 %                                                                                  |
| 1904 | Томас Уотсон                 | Джорджия     |                                                                                              | Самуил Вильямс                    | Индиана   | Судья                          | 28 862 (0,2 %) 0 голосов выборщиков   | Самый лучший результат партия получила в Джорджии — 12,6 %.                                                                 |

| Год выборов | Палата представителей | Палата представителей | Сенат     | Сенат |
| Год выборов | изменение             | +/-                   | изменение | +/-   |
| ----------- | --------------------- | --------------------- | --------- | ----- |
| 1890        | 8                     | Новая                 | 2         | Новая |
| 1892        | 11                    | ▲3                    | 3         | ▲1    |
| 1894        | 9                     | ▲2                    | 4         | ▼1    |
| 1896        | 22                    | ▲13                   | 5         | ▲1    |
| 1898        | 6                     | ▼16                   | 4         | ▼1    |
| 1900        | 5                     | ▼1                    | 4         | ▼1    |
| 1902        | 0                     | ▼5                    | 0         | ▼2    |

## Известные члены
- Стюненберг, Фрэнк — губернатор Айдахо.
- Уэйт, Дэвис Хансон — губернатор Колорадо.
- Гилберт, Эдвард — вице-губернатор Небраски.
- Вуд, Генри Уайз — генеральный секретарь партии фермеров Альберты.
- Игнатиус Доннелли — писатель